# Musée national du folklore des Houtsoules et de Pocoutie
Le musée national d'art populaire des Houtsoules et de Pocoutie Josephat Kobrynskyi de Kolomya (en ukrainien : Національний музей народного мистецтва Гуцульщини та Покуття імені Й. Кобринського) est situé dans l'oblast d'Ivano-Frankivsk. 

## Collections
Il présente les cultures des Houtsoules et de la région de Pocoutie.
Il gère aussi les musées : Pysanka, le musée Houtsoule de Kosiv, le musée ethnographique et écologique de Iaremtche.

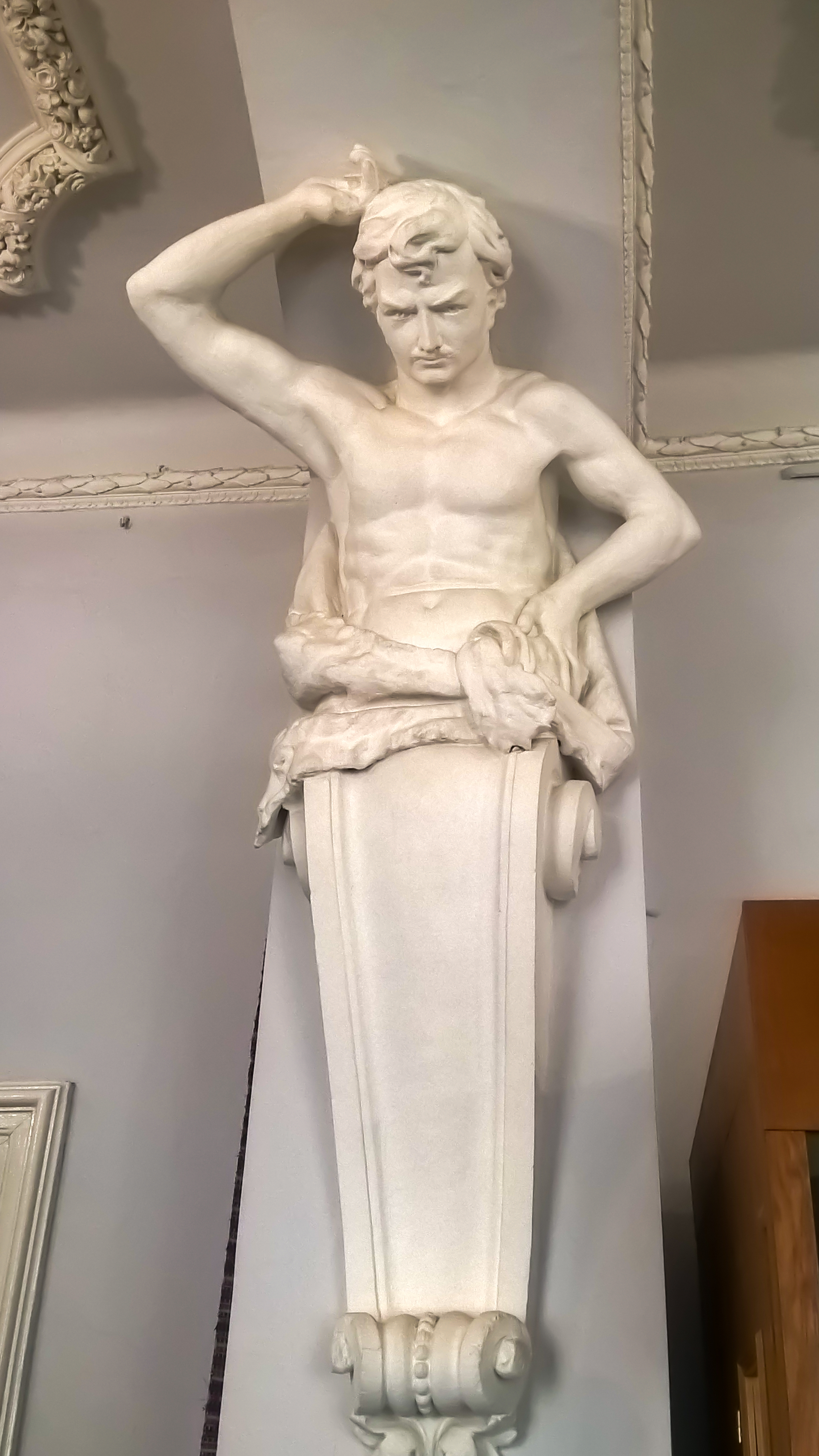
Le bâtiment,
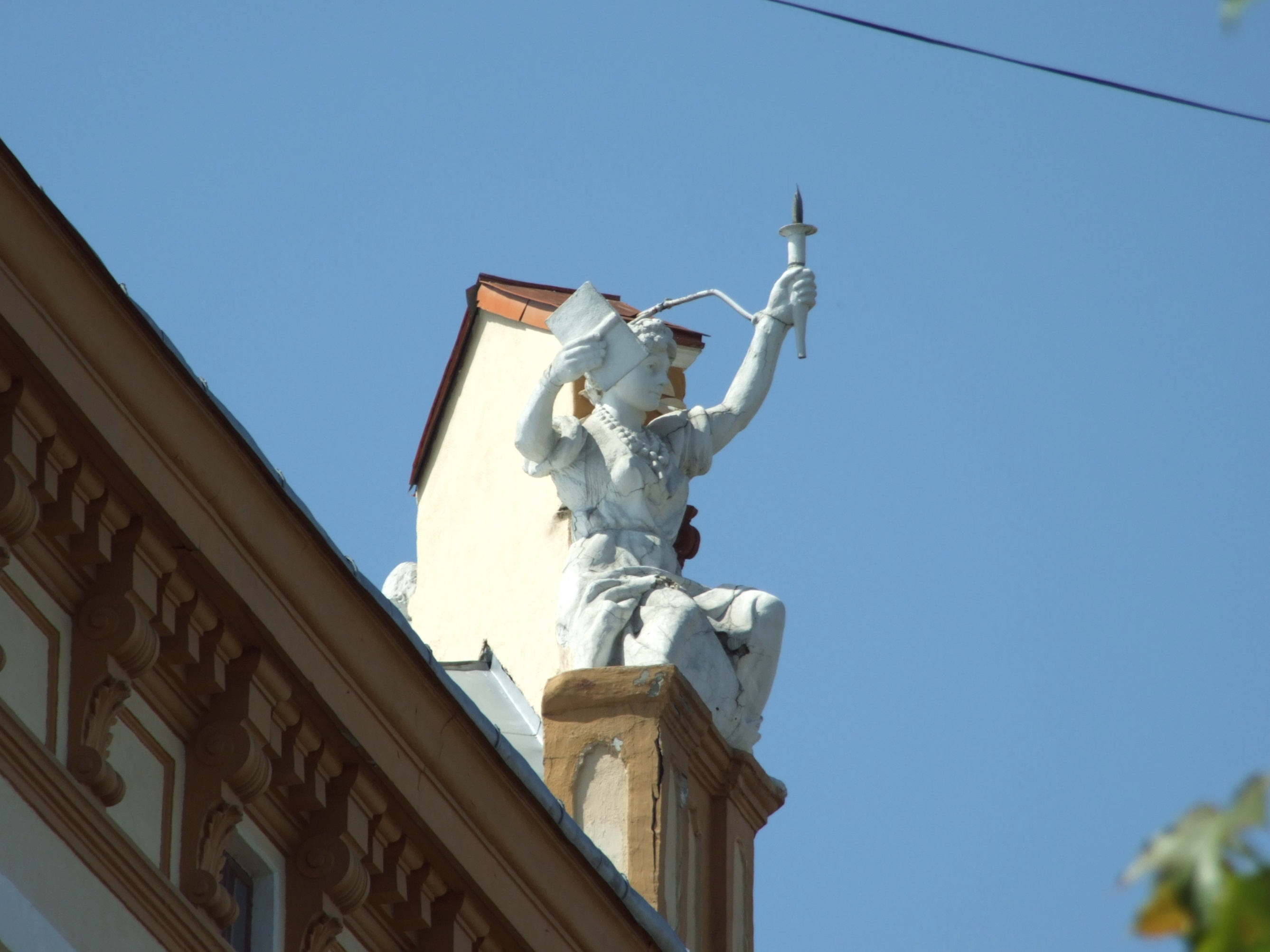
en détails.
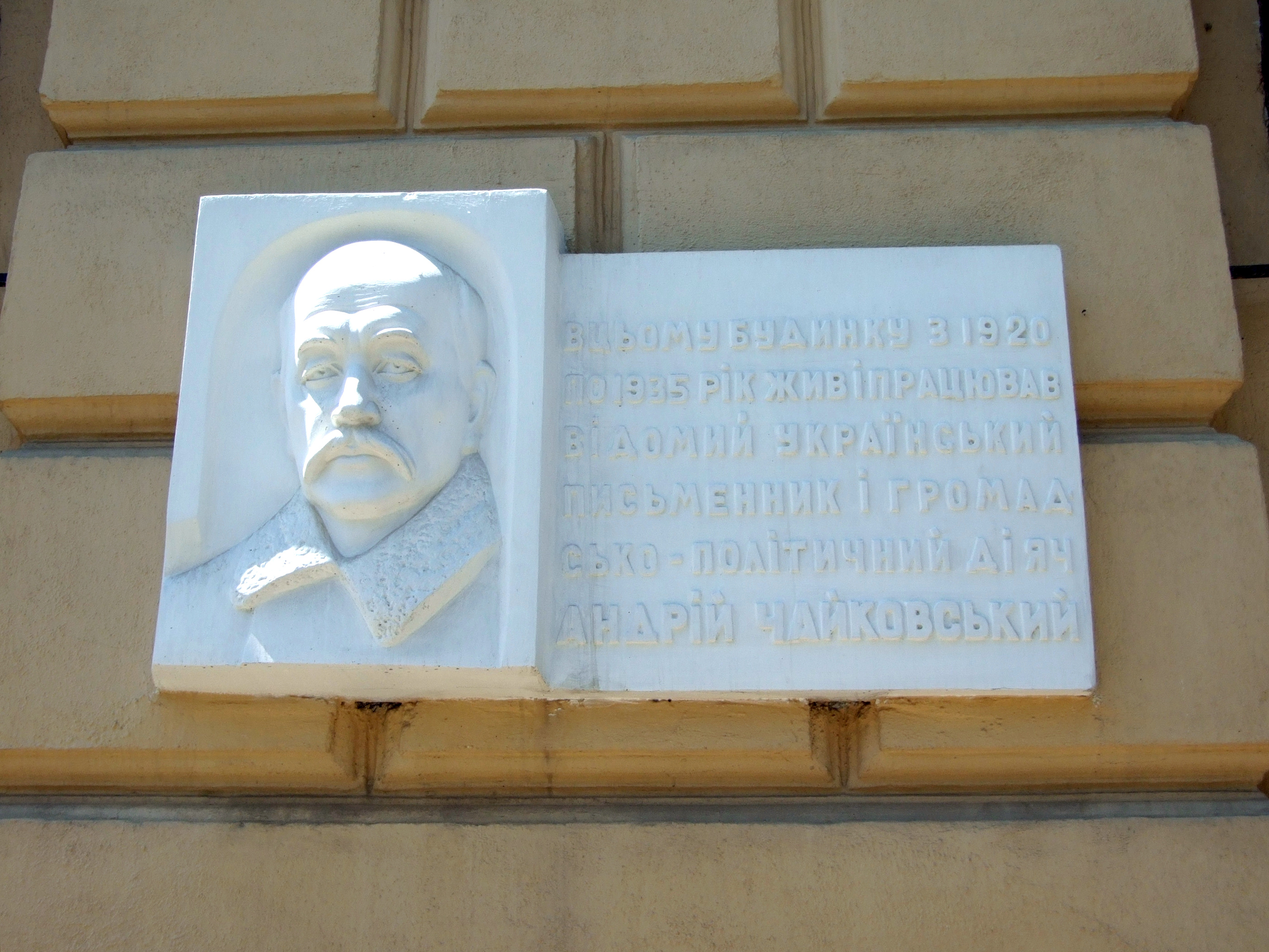
Plaques
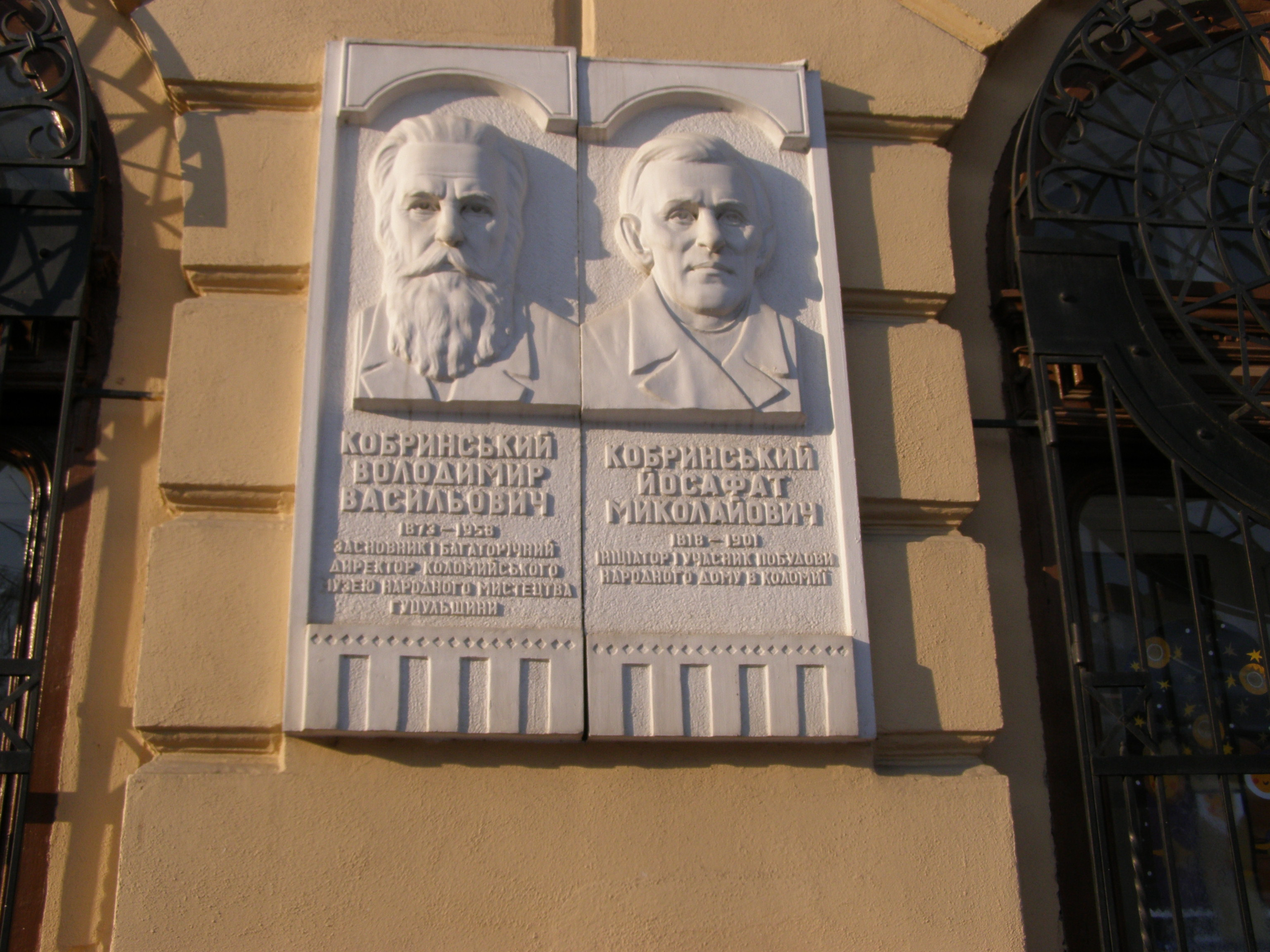
Mémoriales.

Créé en 1926, il ouvre au public en 1934 dans la Maison du peuple. Il possède plus de 50 000 objets.

## En images

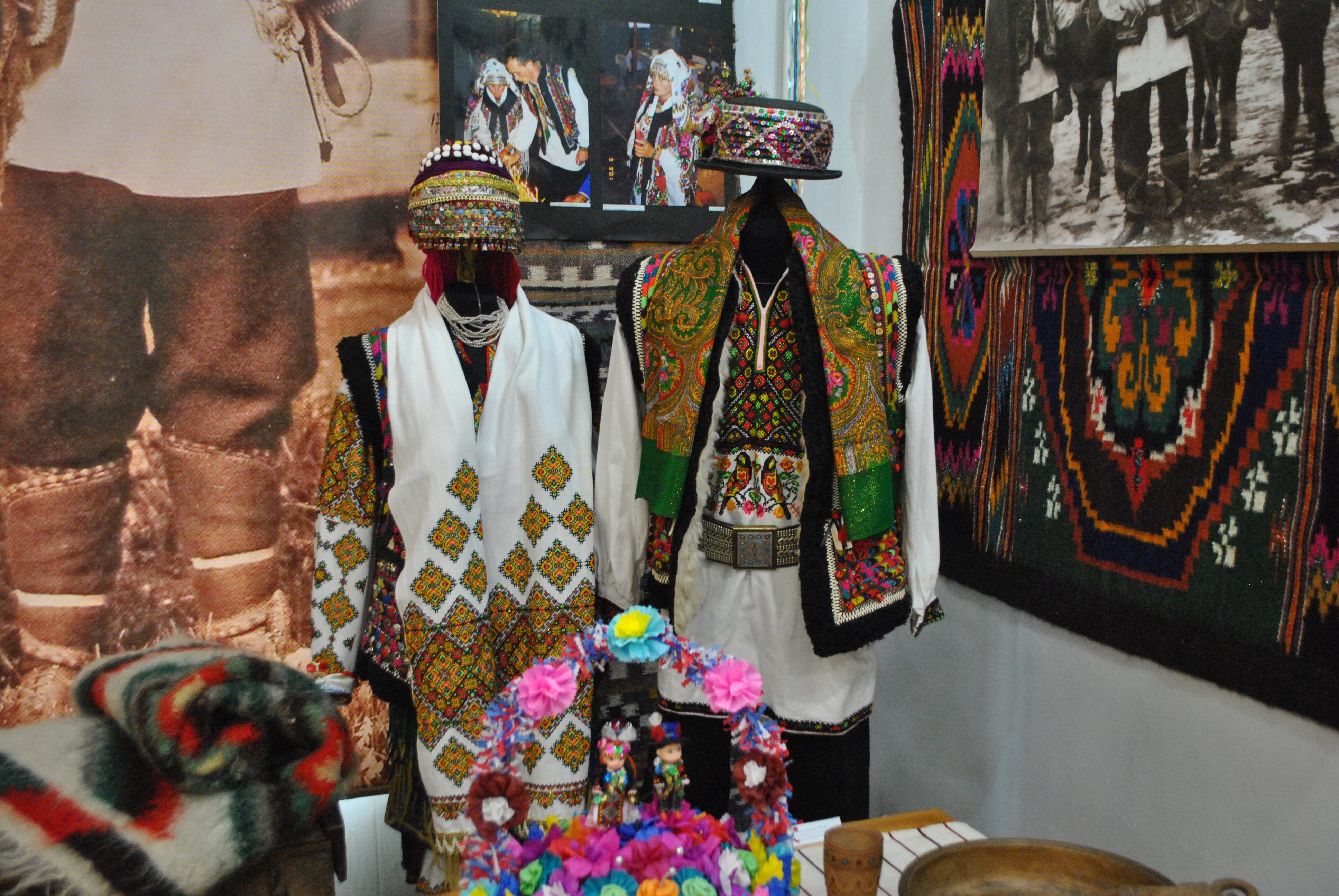
Habits,
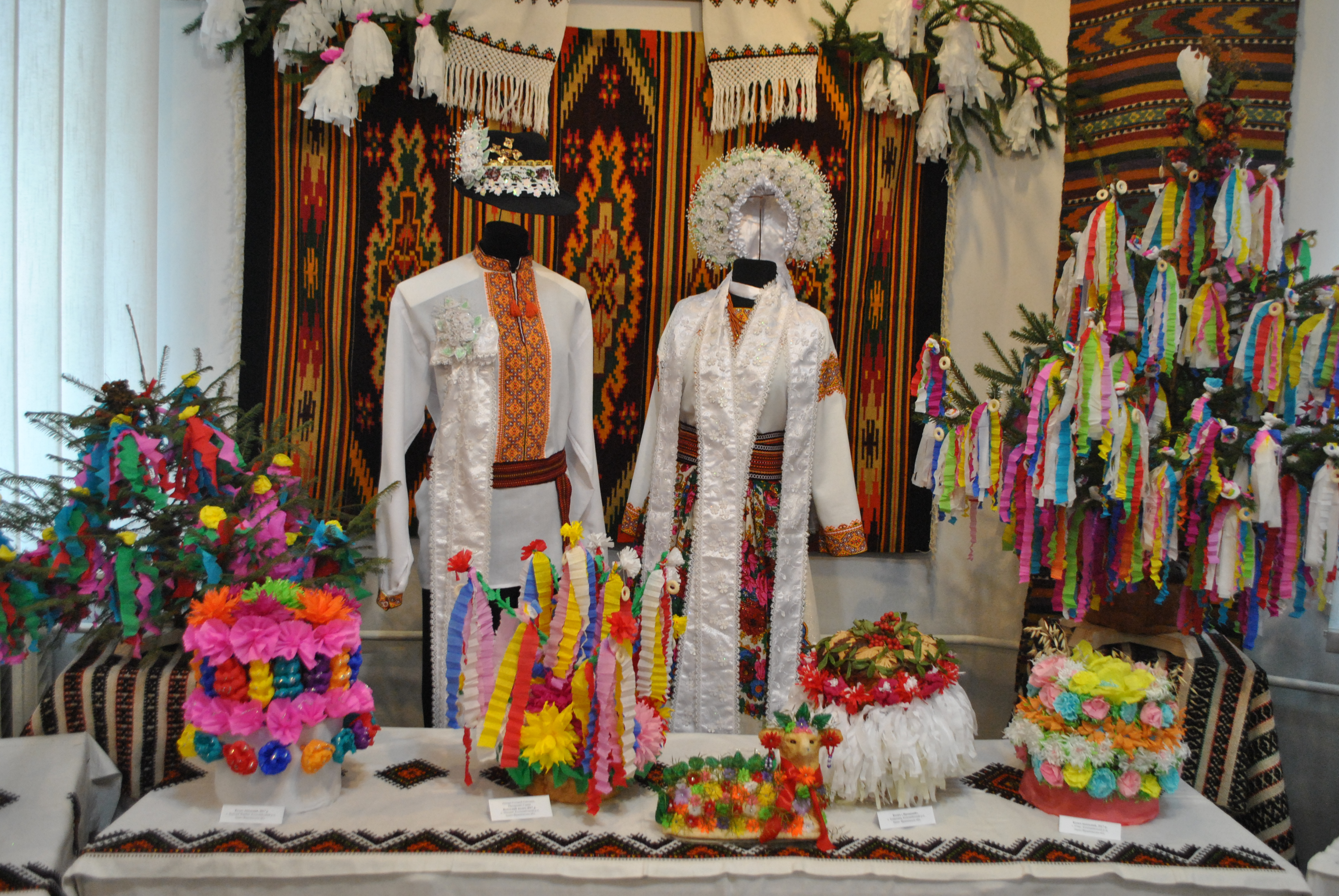
tenue de mariage,
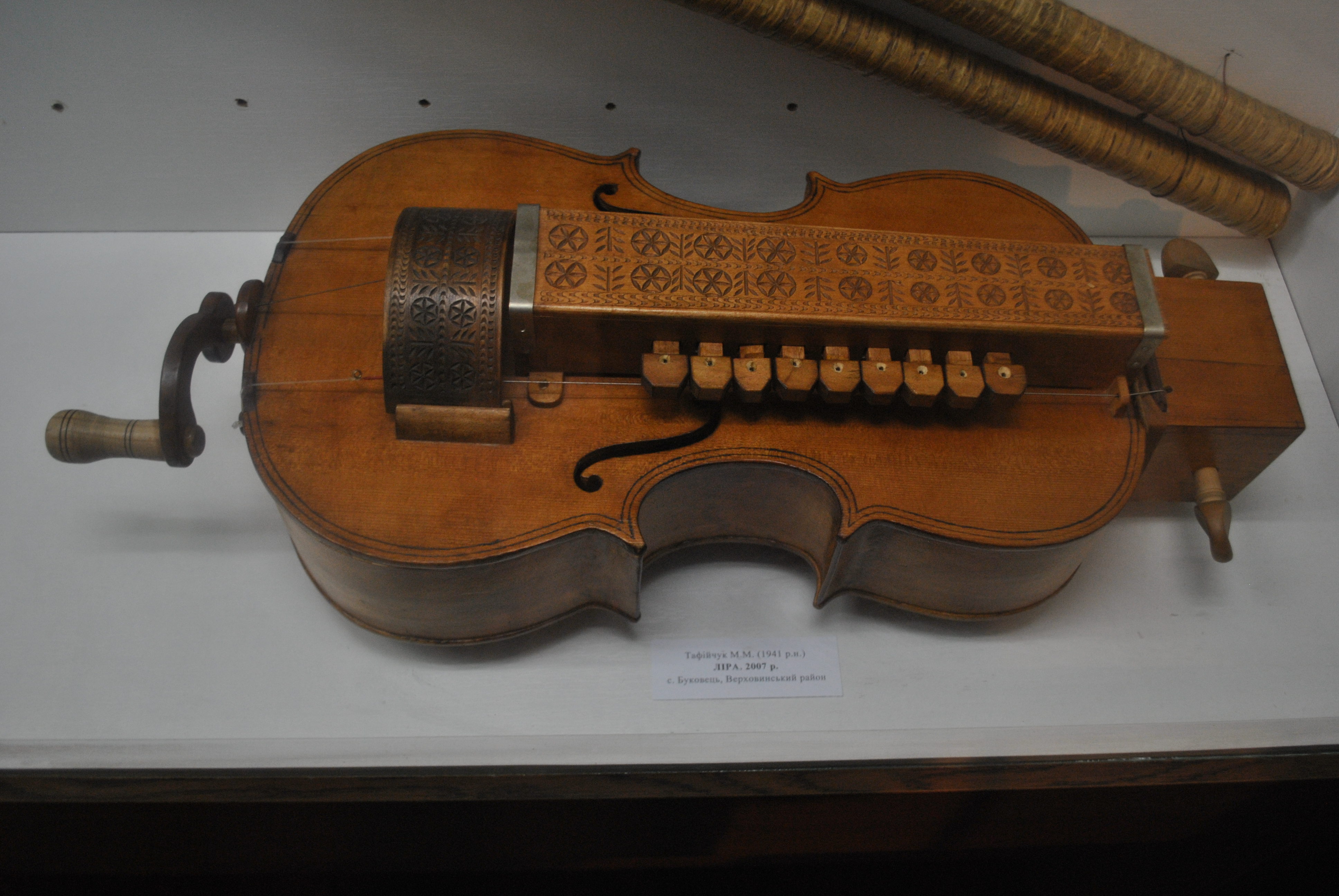
instrument musical,
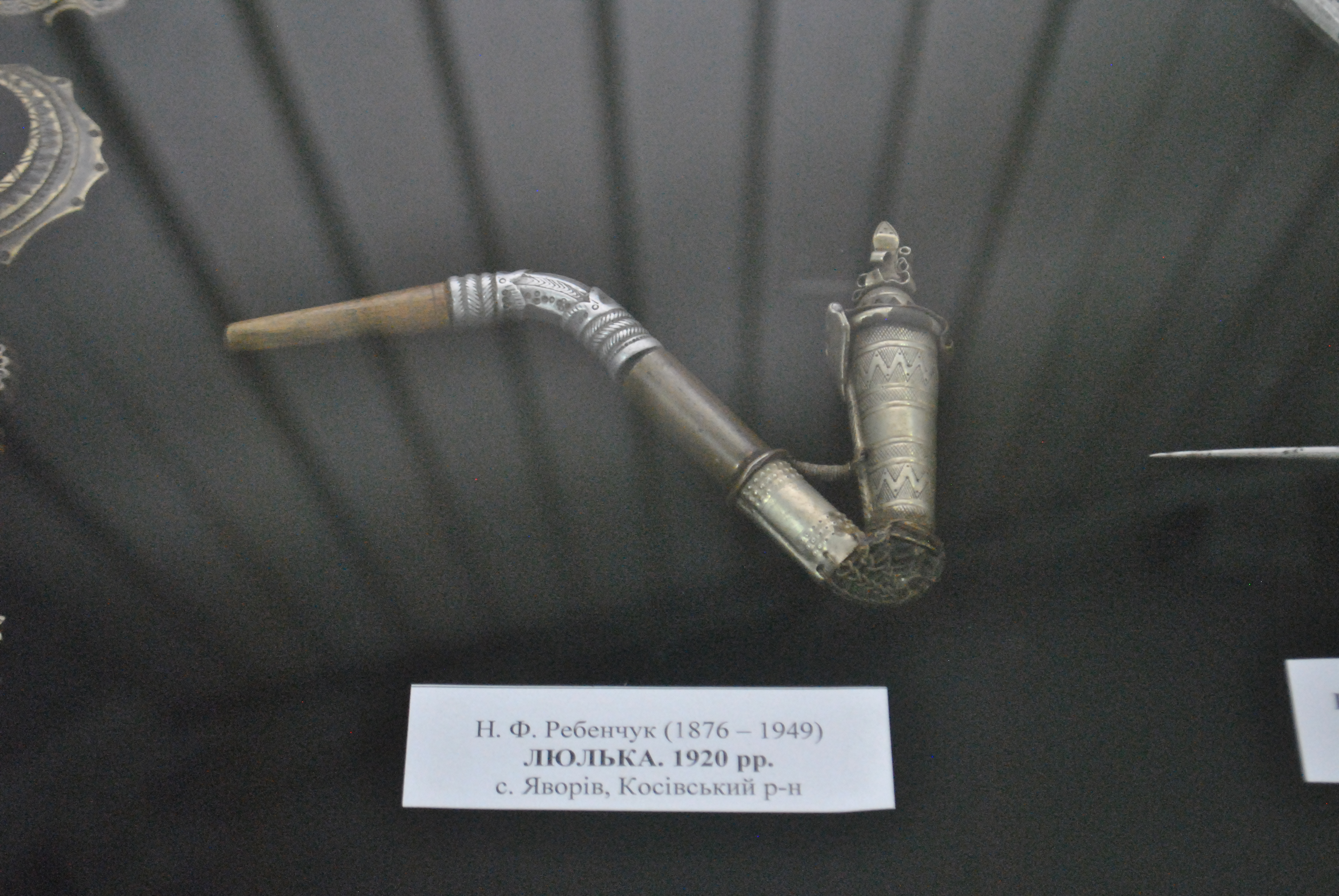
pipe,
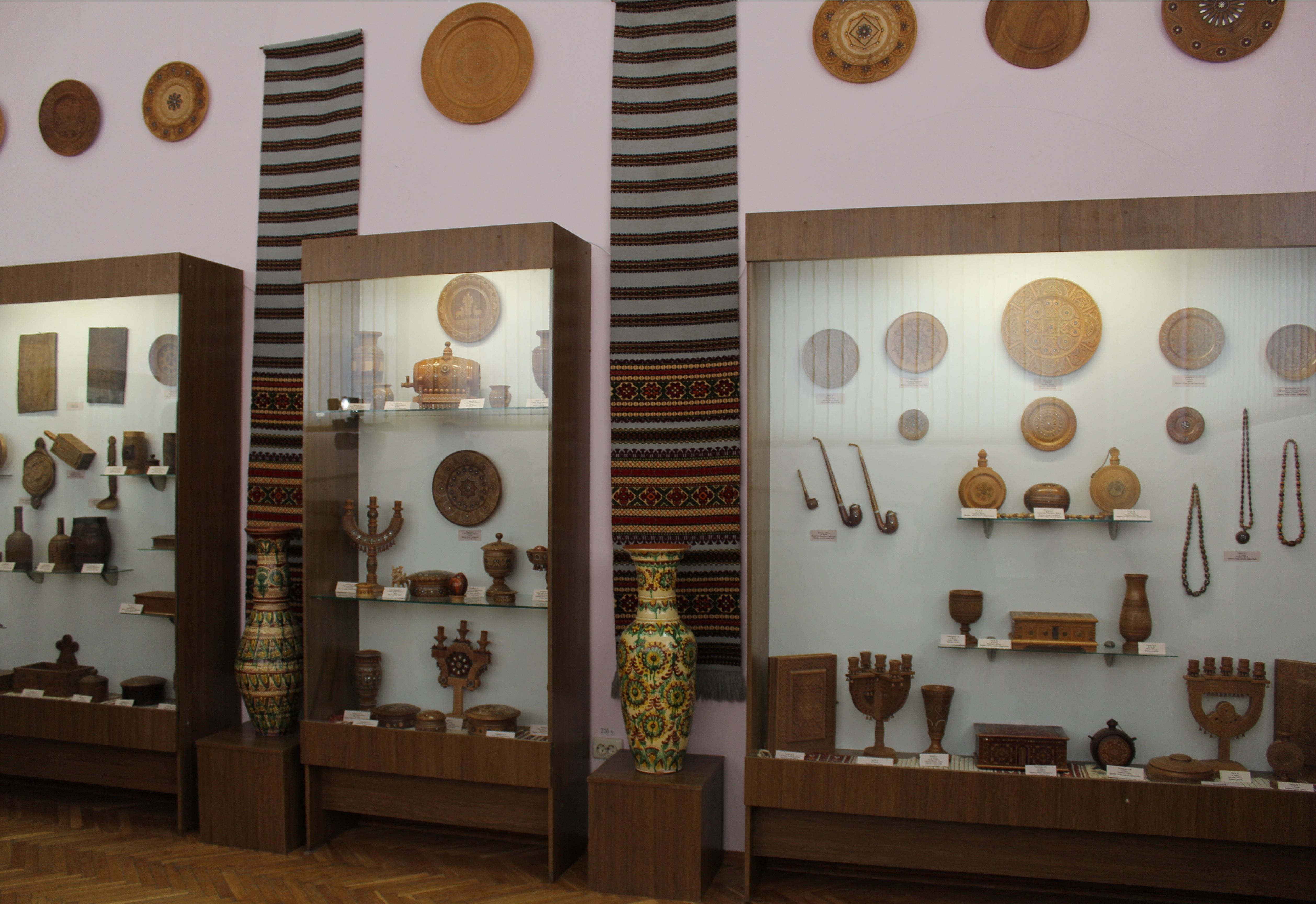
vitrines,
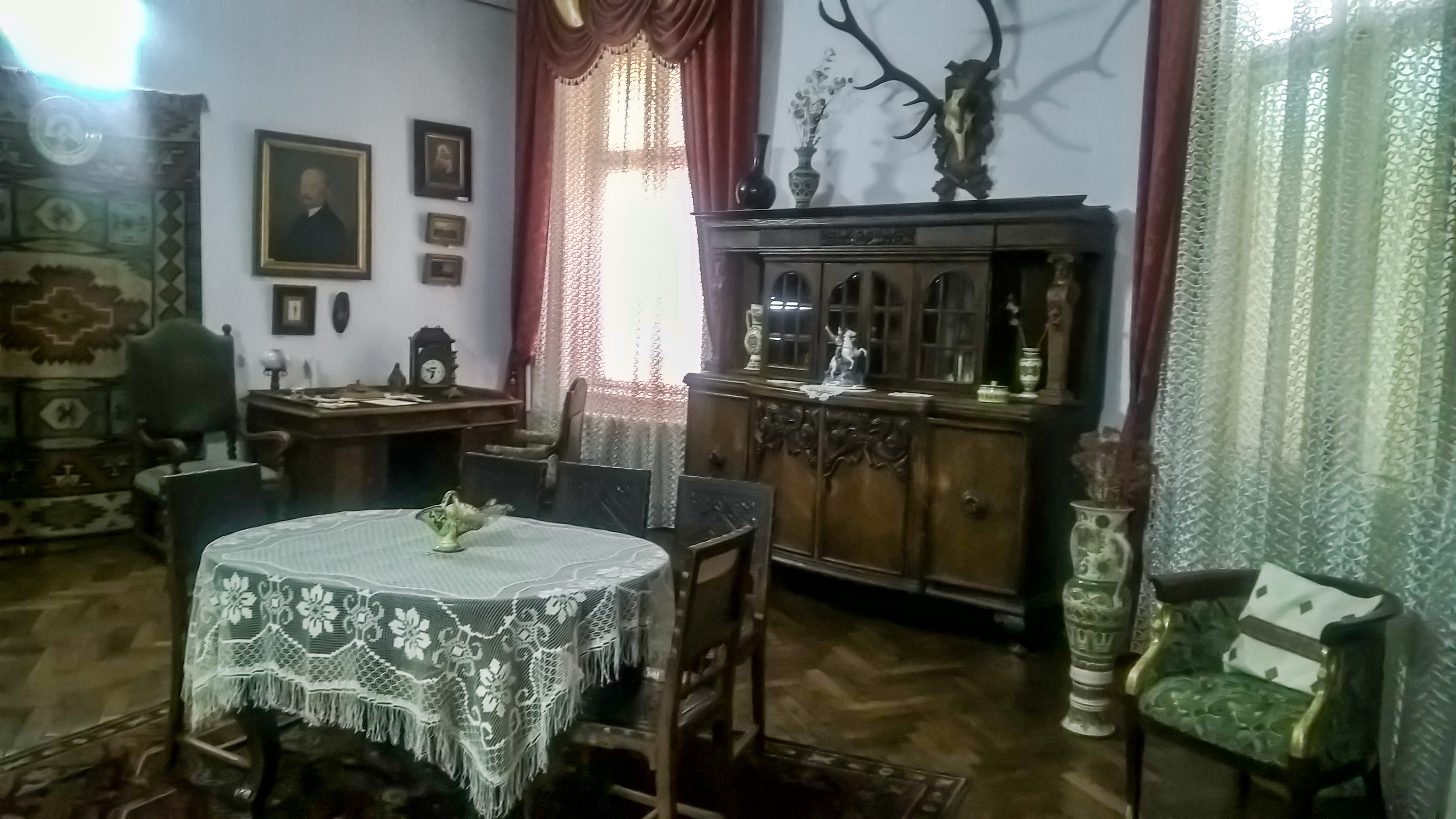
intérieur domestique.